# 阿迪卜·施舍克里

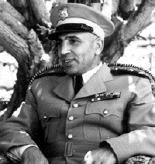
施舍克里

阿迪卜·宾·哈桑·施舍克里（阿拉伯语：أديب بن حسن الشيشكلي，Adib Bin Hassan Al-Shishakli，1909年—1964年9月27日） 叙利亚陆军军官，1949年12月发动政变上台，担任叙利亚总统兼总理(1953–54)，左右叙利亚政局直至1954年他被推翻。
阿迪卜·施舍克里是叙利亚库尔德人，1909年出生在在哈马地区。就读于大马士革的军事学院（后来迁至霍姆斯），他是民族主义者，并成为叙利亚社会民族党（SSNP）的一位早期成员。第二次世界大战后反对叙利亚与伊拉克合并的运动。志愿加入阿拉伯解放军，参加了1948年的阿以战争。
1949年12月施舍克里发起叙利亚当年的第三次政变，他上台之初不担任公开职务，只把他的得力助手法乌齐·塞卢塞进政府充当国防部长，而对议会则原封不动。有些政客为了削弱他对政府的影响，想使警察部队脱离国防部长的指挥，但没有成功。他在1951年11月发动第二次政变，下令逮捕亲伊拉克的马鲁夫·达瓦利比总理。他受到军队的一致拥护。1951年政变后不久他取缔了大多数政党。他曾推行土地改革政策，并且拒绝美国的援助。1952年8月创立了由他领导的阿拉伯解放运动，但主要的政治家都没有参加，大多数政治家联合起来反对他的统治。1954年8月他被军事政变推翻，流亡国外。他逃到黎巴嫩，但受到德鲁兹教派领袖卡迈勒·琼卜拉特（Kamal Jumblat）威胁，又逃到巴西。1958年叙利亚和埃及联盟前，施舍克里曾半认真地设想使用伊拉克提供的基金回到叙利亚发动政变，因此被缺席判处死刑。
1964年9月27日，Shishakli被来自巴西Ceres的叙利亚德鲁兹人Nawaf Ghazaleh谋杀，企图报仇。 纳瓦夫走近什沙克利，问他是否将获得总统赦免，他将返回叙利亚。 Shishakli声称这一点，然后Druze举起武器告诉他父母是烈士。 他没有活着来到叙利亚，向他开了四发子弹。 尸体被埋葬在他的家乡，与此同时，纳瓦夫被判处五年徒刑，并于2005年11月21日死亡。